# Dillon Jones
 Dillon Keshaun Jones (Columbia, 29 oktober 2001) is een Amerikaans basketballer die sinds 2024 als small forward uitkomt voor de Oklahoma City Thunder.

## Carrière
Jones speelde collegebasketbal voor de Weber State Wildcats van 2020 tot 2024. Hij stelde zich in 2024 beschikbaar voor de NBA draft waarin hij als 26e in de eerste ronde werd gekozen door de Washington Wizards. Jones werd dezelfde dag, samen met Melvin Ajinça tegen Kyshawn George geruild naar de New York Knicks. Jones werd even later tegen 5 toekomstige draftkeuzes geruild naar de Oklahoma City Thunder. Op 6 juli 2024 tekende Jones een contract bij de Oklahoma City Thunder. Jones kreeg bij Oklahoma in zijn rookie-seizoen speelgelegenheid in 54 wedstrijden waarvan 3 als startspeler. Daarnaast werd Jones regelmatig uitgeleend aan de Oklahoma City Blue in de NBA G League. Tijdens het seizoen 2024/25 liet Oklahoma City in de maand december een 12-1 winst/verlies-reeks optekenen. Oklahoma sloot het reguliere seizoen af als beste ploeg met 68 overwinningen. In de playoffs was Jones met Oklahoma achtereenvolgens te sterk voor de Memphis Grizzlies en de Denver Nuggets. In de finale van de Western conference was Oklahoma met 4-1 te sterk voor de Minnesota Timberwolves zodat Jones met Oklahoma in de NBA Finale mocht spelen tegen de Indiana Pacers. In deze NBA Finale was Oklahoma in 7 wedstrijden de betere van Indiana, zodat Jones een eerste NBA-titel op zijn palmares mocht bijschrijven.

## Erelijst
- NBA-kampioen: 2025

## Statistieken
| Legenda | Legenda                | Legenda | Legenda                 | Legenda | Legenda               |
| ------- | ---------------------- | ------- | ----------------------- | ------- | --------------------- |
| WG      | Wedstrijden gespeeld   | WS      | Wedstrijden als starter | MPW     | Minuten per wedstrijd |
| FG%     | Fieldgoal-percentage   | 3P%     | Drie-punterpercentage   | VW%     | Vrije-worppercentage  |
| RPW     | Rebounds per wedstrijd | APW     | Assists per wedstrijd   | SPW     | Steals per wedstrijd  |
| BPW     | Blocks per wedstrijd   | PPW     | Punten per wedstrijd    | Vet     | Hoogste in carrière   |

### Regulier seizoen
| Seizoen  | Team                  | WG | WS | MPW  | FG%  | 3P%  | FW%  | RPW | APW | SPW | BPW | PPW |
| -------- | --------------------- | -- | -- | ---- | ---- | ---- | ---- | --- | --- | --- | --- | --- |
| 2024/25  | Oklahoma City Thunder | 54 | 3  | 10,2 | 38,3 | 25,4 | 60,7 | 2,2 | 1,1 | 0,3 | 0,1 | 2,5 |
| Carrière | Carrière              | 54 | 3  | 10,2 | 38,3 | 25,4 | 60,7 | 2,2 | 1,1 | 0,3 | 0,1 | 2,5 |

### Playoffs
| Seizoen  | Team                  | WG | WS | MPW | FG%  | 3P%  | FW%   | RPW | APW | SPW | BPW | PPW |
| -------- | --------------------- | -- | -- | --- | ---- | ---- | ----- | --- | --- | --- | --- | --- |
| 2024/25  | Oklahoma City Thunder | 10 | 0  | 4,6 | 81,8 | 75,0 | 100,0 | 0,9 | 0,5 | 0,1 | 0,1 | 2,3 |
| Carrière | Carrière              | 10 | 0  | 4,6 | 81,8 | 75,0 | 100,0 | 0,9 | 0,5 | 0,1 | 0,1 | 2,3 |

2 Gilgeous-Alexander · 
3 Jones · 
5 Dort · 
6 Jay. Williams · 
7 Holmgren · 
8 Jal. Williams · 
9 Caruso · 
11 Joe · 
13 Dieng · 
14 Flagler · 
15 Carlson · 
21 Wiggins · 
22 Wallace · 
25 Mitchell · 
34 K. Williams · 
55 Hartenstein · 
88 Ducas · 
Coach Daigneault